# Социальная история России периода империи (XVIII — начало XX века)
«Социальная история России периода империи (XVIII — начало XX в.): Генезис личности, демократической семьи, гражданского общества и правового государства» — двухтомная монография Б. Н. Миронова. Выдержала в России три издания (1999, 2000 и 2003). Переведена на английский (2000) и китайский (2006) языки. Вызвала бурное обсуждение в научных кругах. Книга «побуждает к дальнейшим поискам и исследованиям». В России и за рубежом на неё написаны десятки рецензий: как положительных, так и дискуссионных.
По результатам опроса российских учёных-историков, произведённого в ноябре 2022 года, монография Б. Н. Миронова «Социальная история России периода империи (XVIII — начало XX в.)» — на шестом месте среди трудов классиков исторической науки, являющихся «образцом исторического анализа».

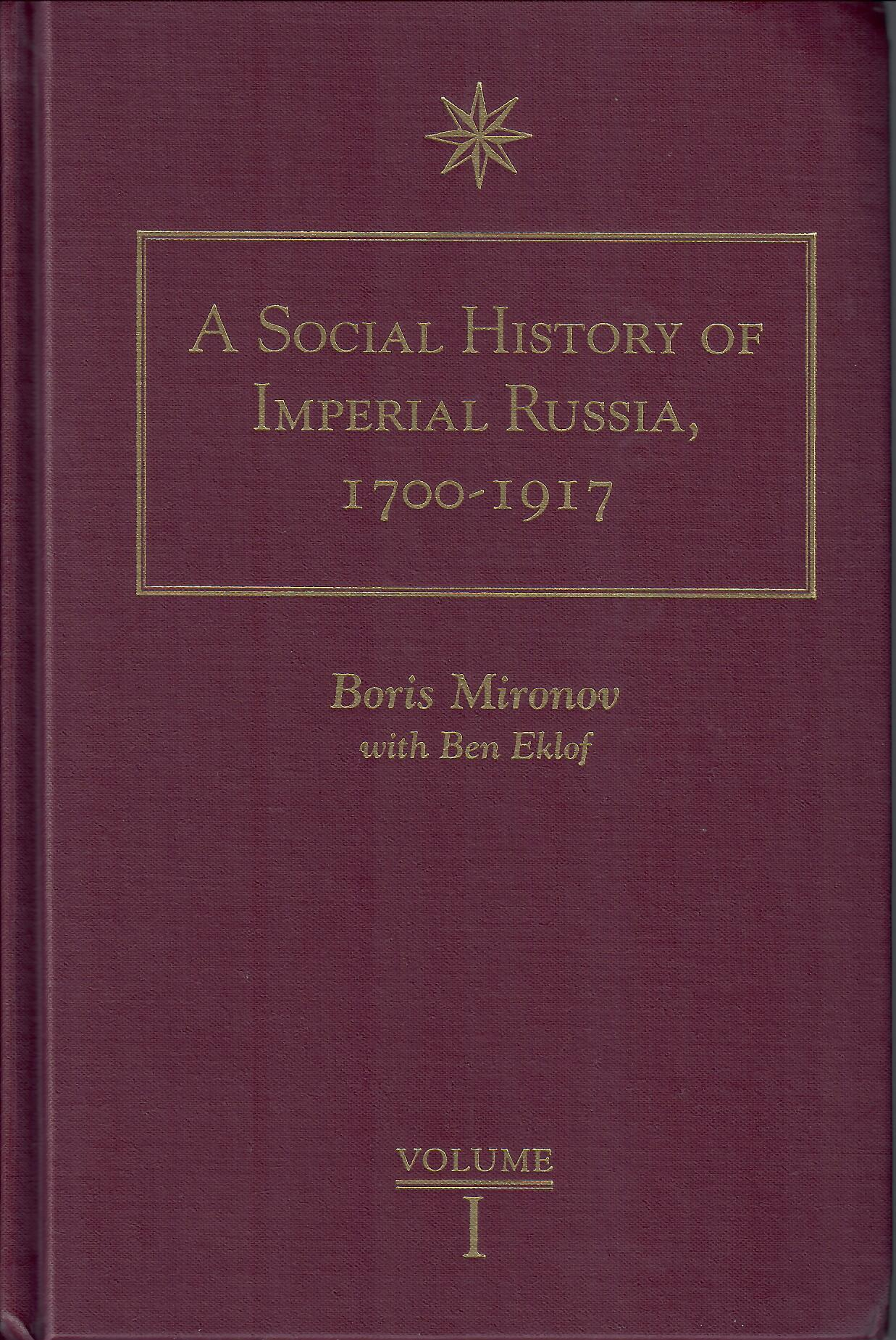
Mironov Boris. Social History. Vol 1. 2000

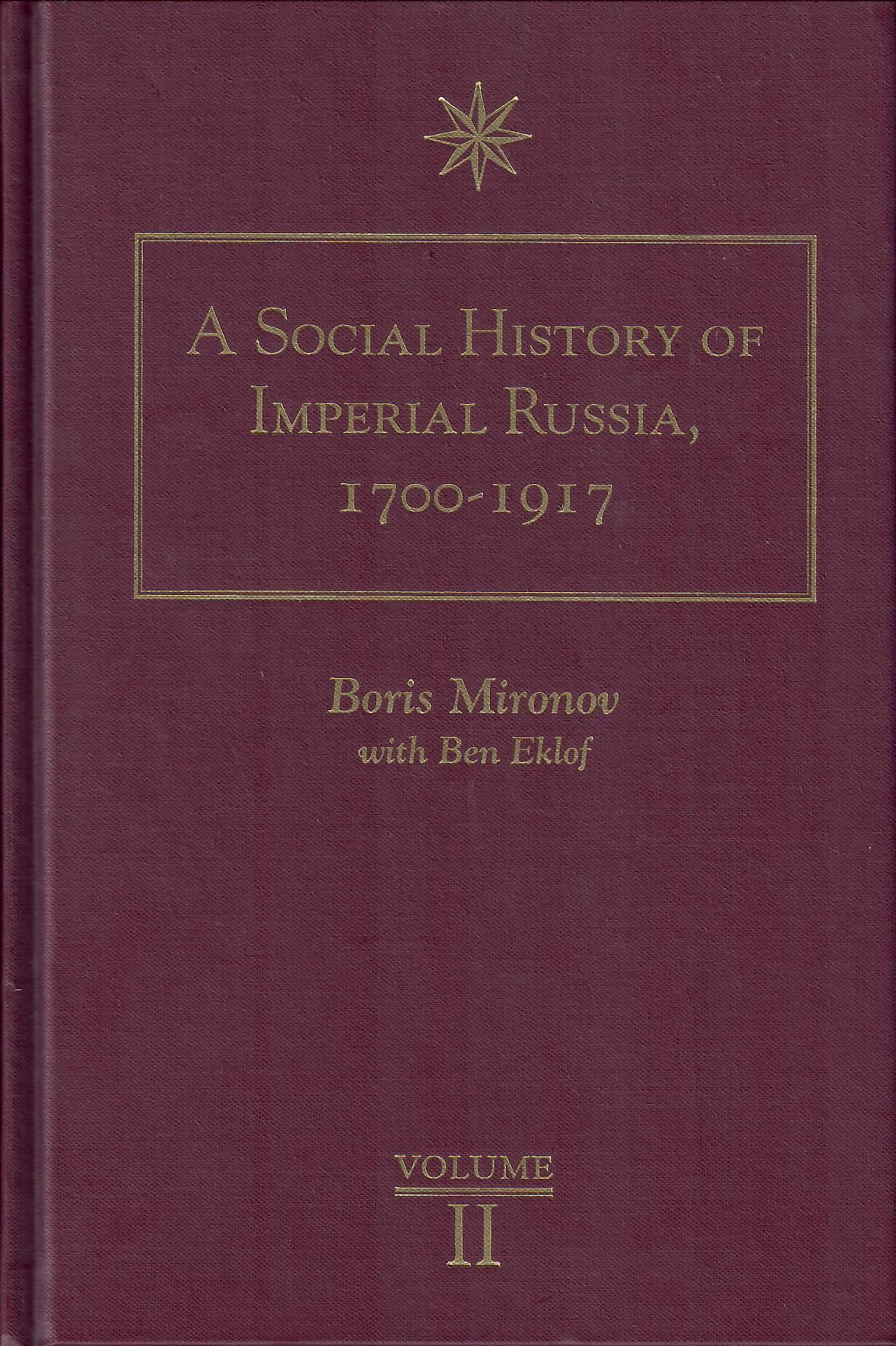
Mironov Boris. Social History. Vol 2. 2000

## Из истории создания
Научные труды Б. Н. Миронова, созданные в 1970-е — 1980-е годы, привлекли внимание не только советских, но и западных учёных исследователей социальной истории России. С 1985 года статьи Миронова начали выходить в известных зарубежных журналах, а их автор стал получать исследовательские и преподавательские гранты.
В середине 1990-х годов издательство «Westview Press» (США) предложило профессору Санкт-Петербургского государственного университета Б. Н. Миронову подготовить книгу по социальной истории России, которая обобщила бы его статьи и лекции. Речь первоначально шла о небольшой монографии, но в процессе написания исследование увеличилось в объёме до двух томов. По причине задержки с переводом книги на английский язык, «Социальная истории России периода империи…» в России вышла раньше, чем на Западе: в 1999 году.

Трудно предположить, что кто-нибудь другой, кроме Б. Н. Миронова, мог бы взяться за решение этой задачи. Мне неизвестно ни одного равноценного исследования, например, в британской историографии. Только недавняя «Social History of Modern Britain» («Социальная история Британии нового времени») наибольшим образом приближается к книге Миронова по своему масштабу, но это — коллективная работа.
— Питер Гейтрелл (Peter Gatrell) (Манчестерский университет, Великобритания).
Вместо выпуска очередного (4-го) издания монографии, в 2014—2015 годах увидела свет существенно расширенная его новая версия: Миронов Б. Н. Российская империя: от традиции к модерну. В 3 тт. — СПб.: Дмитрий Буланин. 2014, 2015. — ISBN 978-5-86007-725-6.

## Издания книги
- Миронов Б. Н. Социальная история России периода империи (XVIII — начало XX в.): Генезис личности, демократической семьи, гражданского общества и правового государства. В 2 тт. — СПб.: Дмитрий Буланин, 1999.
  - То же. Изд. 2-е испр. В 2 тт. — СПб.: Изд. Дмитрий Буланин, 2000.
  - То же. Изд. 3-е испр. В 2 тт. — СПб.: Изд. Дмитрий Буланин, 2003. — ISBN 5-86007-394-1.
- Mironov, Boris. The Social History of Imperial Russia, 1700—1917. — Boulder: Westview Press, 2000. Vol. 1, 2. (Перевод 1-го издания «Социальной истории России…».) (англ.)
- Миронов Б. Н. Социальная история России периода империи (XVIII — начало XX в.): Генезис личности, демократической семьи, гражданского общества и правового государства. Изд. 3-е испр. В 2 тт. — СПб.: Изд. Дмитрий Буланин, 2003. (Перевод на китайский язык. В 2 тт. — Дзинан (Jinan): Изд. Шаньдонского ун-та (Shan-Dong University Press), 2006.)  (кит.)

## Проблематика исследований
В монографии исследуются проблемы, связанные с социальной структурой и мобильностью общества, социальной организацией сословий, демографией, институтами семьи и брака, личностью и индивидуализмом, городом и деревней, государственностью, обществом и государством, правом, судом и законностью, крепостным правом, с изменением границ Российской империи, национальными вопросами, общественным мнением, гражданским обществом, и многие другие. Автор рассматривает модернизационные процессы в городе и деревне, демографические процессы, процессы формирования малой семьи, демократизации внутрисемейных отношений. Различные сословные корпорации исследуются с точки зрения превращения их из общности в общество, под углом рациональных, индивидуалистических рыночных отношений.

Перед нами панорамное исследование по истории России XVIII — начала XX в. По широте и масштабу рассматриваемых проблем «Социальную историю…» можно сравнить разве что с «Очерками по истории русской культуры» П. Н. Милюкова.
— М. С. Белоусов, А. Х. Даудов, С. Г. Кащенко (Институт истории СПбГУ).
Новаторство Миронова специалисты видят «в блестящем владении и использовании в анализе социальной истории междисциплинарной методологии»: приёмов и концепций социологии, политической экономики, географии, антропологии, демографии, статистики, политологии, психологии. «Социальную историю России периода империи…» они называют «образцом междисциплинарности».

Капитальная работа Б. Н. Миронова — уникальный вклад в историографию России, по каким бы историографическим меркам её ни оценивать — по российским, американским или европейским. «Социальную историю» можно считать вехой в европейской историографии. Достижение тем более замечательное, если иметь в виду, что автор выполнил оригинальное исследование в каждой из областей, рассмотренных в книге: демография, урбанизация, семейная организация, социальная стратификация и социальная мобильность, сельская и городская община, право, суд и государственность. […] Книга представляет смелую попытку синтезировать исследования последних десятилетий (включая написанное за рубежом), предложить такой анализ фундаментальных процессов, моделей российской социальной истории и закономерностей её динамики, который бы учитывал все существенные достижения исторической науки. Потребность в такой синтезирующей книге ощущалась давно, однако создание её долго не могло состояться, не в последнюю очередь потому, что немногие отваживались интегрировать и заново осмыслить огромный объём специальных исследований и дать свежий взгляд на развитие российского общества периода империи. […] Книга Миронова устанавливает новую парадигму, которая, несомненно, будет направлять исследование по крайней мере следующего поколения историков, а возможно, и дольше.
— Питер Гейтрелл (Peter Gatrell), Дэвид Мэйси (David A. J. Macey), Грегори Фриз (Gregory Freeze).
В книге имеются нестыковки, опечатки, фактические неточности. Автор иногда слишком вольно обращается с некоторыми источниками. Не всегда удачной, а иногда и вообще неудачной представляется используемая им терминология. Однако мне неизвестно ни одного крупного исследования, которое было бы лишено недостатков. Издержки тем более неизбежны, когда речь идет о масштабных и остродискуссионных работах. Поэтому работу исследователя следует оценивать не по тому, чего нет в его работе, и не по тому, что в ней есть издержки, а по тому способствует ли она изучению поднятых проблем или же нет. Обсуждаемая книга, на мой взгляд, расширяет и углубляет наши представления о прошлом, будит мысль и делает необходимым дальнейшее осмсыление затронутых автором вопросов

- Островский, Александр Владимирович, доктор исторических наук
В исследовании много поразительно точных и метких зарисовок народной жизни. Но порой желание доказать “молодость” не слишком цивилизованной крестьянской массы приводит автора к весьма спорным обобщениям. Под пером Миронова русский крестьянин предстает скромным христианином, лишенным буржуазного духа наживы, чьи запросы вполне удовлетворялись достижением прожиточного минимума
По мнению автора, такой этикой можно объяснить слабую предприимчивость, низкую эффективность хозяйствования и даже склонность крестьян к подчинению жесткой власти и контролю над собой. Авторитарная власть над народом (помещичья в особенности) представляется в такой ситуации благом.
- Карпачёв, Михаил Дмитриевич, доктор исторических наук

## Особенности монографии
- Миронов рассмотрел «все сколь-нибудь заметные социальные общности имперской России». Внимание им он уделяет в соответствие с реальной значимостью тех в российской социальной структуре и социальных отношениях. Микроистория социальных групп исследуется в контексте социальной макроистории[16].
- Миронов использовал «практически всю мировую литературу по избранной тематике». Цитируемые им источники и исследовательская литература «полнокровно привлечены к созданию исторического синтеза»[17].
- Автор ввёл в российский научный оборот достижения западной (в первую очередь американской) русистики. Им «решительно отвергнуто» традиционно негативное для отечественных историков советского периода отношение к западной русистике[18].
- Из монографии следует, что по целому ряду вопросов западная русистика достигла «более высокого исследовательского уровня», чем российская, и «игнорировать её означало бы увековечить ущербную научную автаркию»[18].
- Хороший язык и стиль книги[18], обширная источниковая база.

Источниковая база исследования столь обширна, что порой просто не верится, что её мог освоить один исследователь. В некоторых случаях Б. Н. Миронов выступил как блестящий источниковед. Если угодно, данную работу можно использовать и как многофункциональный справочник, и я не сомневаюсь, что она, как никакая другая, способна стать настольной книгой преподавателя истории.
— В. П. Булдаков (главный научный сотрудник ИРИ РАН).
Первый том монографии посвящён анализу социальных структур и социальных отношений в России периода империи. Второй — вопросам, связанным с политической властью в стране и воздействию последней на общество.
Монография вызвала широкую полемику, на которую влияли как научные, так и вненаучные факторы.

## Основные выводы книги
- Российская империя, её государственные и социальные институты постепенно развивались в сторону правовых форм;
- Процесс исторического развития России в целом нормален, то есть он проходил, в целом, по тому же пути как и в Европе, но с некоторым опозданием;
- Российское общество постепенно превратилось из объекта в субъект государственного управления;
- Россияне постепенно превращались из подданных в граждан;
- Уровень жизни и рост благосостояния населения России, в целом, неуклонно повышался;
- Модернизационные процессы были прерваны событиями 1917 года. Революция не была закономерной, скорее случайностью[22].

Монография […] действительно замечательная, во многом беспрецедентная, и, на мой взгляд, сомнительно, что в обозримом будущем может появиться синтетическое исследование имперского периода, способное её превзойти или даже встать с ней вровень. […] Монография Миронова, которой присущи и спорные моменты, противоречия, идеологизированные концепции […], представляется мне нашим современным историографическим Монбланом, не получила заслуженной оценки со стороны отечественных специалистов. […] Соотечественники Миронова оказались весьма скупы на похвалу. Правда, этот недостаток попытались восполнить иностранные участники дискуссии, из уст которых прозвучали фразы о том, что кроме Миронова такой труд не мог создать никто из российских историков, что равного труда нет не только в российской, но и в мировой историографии. […] Монография Миронова — […] беспрецедентное по глубине и широте охвата социальных явлений синтетическое исследование имперской России, […] она является образцом познавательной и увлекательной исторической прозы (не удержусь ещё от одного панегирика — это пиршество исторической мысли, на которое хочется возвращаться вновь и вновь).
— В. В. Согрин (профессор МГИМО, руководитель Центра североамериканских исследований 
Института всеобщей истории РАН).
Членкор РАН Павел Юрьевич Уваров: "...Это пример действительно очень большого нарратива. Человек прочитал тысячи книг, проработал источники и написал историю России XVIII – начала XX вв. Большую Историю, насыщенную определённой концепцией, точнее задачей «нормализации» истории России. Т. е. Россия – это нормальное государство, которое развивалось со своими особенностями, но это не то, чтобы что-то уникальное и «центропупистское», это путь, который вполне сопоставим по ряду параметров с западным путём".

## Научные форумы, посвящённые обсуждению монографии
- Презентация монографии на историческом факультете МГУ им. М. В. Ломоносова, 19.10.1999
- Презентация монографии в Российской национальной библиотеке (C.-Петербург), 29.10.1999
- Презентация монографии на экономическом факультете СПбГУ, 17.11.1999
- Презентация монографии в 
Санкт-Петербургском Доме учёных РАН им. М. Горького (заседание, организованное Секцией социально-экономических проблем и статистики Дома учёных при участии Санкт-Петербургского научного общества историков и архивистов и Отделения экономической географии Русского географического общества; председательствовала И. И. Елисеева), 15.12.1999
- Рабжаева М. В. Смена вех в понимании российской истории: обсуждение книги Б. Н. Миронова «Социальная история» // Журнал социологии и социальной антропологии. Т. 3. 2001. № 2. С. 174—189. (Обсуждение монографии в С.-Петербургском Доме учёных).
- Российский старый порядок: опыт исторического синтеза. «Круглый стол» / Материал подготовил С. С. Секиринский // Отечественная история. 2000. № 6. С. 43—93.
  - В обсуждении книги приняли участие: профессора А. И. Аврус, Ю. Г. Голуб (Саратовский государственный университет имени Н. Г. Чернышевского), Н. Н. Болховитинов, В. П. Булдаков, к.и.н. Л. В. Данилова, П. Н. Зырянов, д.и.н. Н. А. Иванова, к.и.н. А. И. Куприянов, А. Н. Медушевский, Ю. А. Тихонов, С. В. Тютюкин, профессора Джон Бушнелл (Нортвестернский университет, США), Питер Гейтрелл (Манчестерский университет, Великобритания); к.и.н. М. Д. Долбилов, профессор М. Д. Карпачёв (Воронежский государственный университет), доцент Н. П. Дроздова, профессор Т. М. Китанина (Санкт-Петербургский государственный университет); профессора В. В. Зверев (Московский педагогический государственный университет), А. В. Камкин (Вологодский педагогический университет), Н. В. Куксанова, М. В. Шиловский (Новосибирский государственный университет); профессор Т. Г. Леонтьева (Тверской государственный университет), профессора Дэвид А. Дж. Мэйси (Миддлбери Колледж, США), А. В. Островский; к.и.н. Н. В. Пиотух, доцент А. П. Шевырёв (МГУ им. М. В. Ломоносова); профессора Н. В. Романовский (редакция журнала «Социологические исследования», Москва), Даниэл Филд (Сиракузский университет, США), Грегори Л. Фриз (Брандейский университет, США), Манфред Хильдермайер (Гёттингенский университет, Германия), В. В. Шелохаев.
- Forum // Slavic Review. Vol. 60. No. 3. Fall 2001. P. 550—599.
  - Ransel, David L. A Single Research Community: Not Yet // Slavic Review. Vol. 60. No. 3. Fall 2001. P. 550—557.
  - Wagner, William G. Law and State in Boris Mironov’s Sotsial’naia istoria Rossii // Slavic Review. Vol. 60. No. 3. Fall 2001. P. 558—565.
  - Mironov, Boris N. Response to William G. Wagner’s «Law and State in Boris Mironov’s Sotsial’naia istoria Rossii» // Slavic Review. Vol. 60. No. 3. Fall 2001. P. 566—570.
  - Sunderland, Willard. Empire in Boris Mironov’s Sotsial’naia istoria Rossii // Slavic Review. Vol. 60. No. 3. Fall 2001. P. 571—578.
  - Mironov, Boris N. Response to Willard Sunderland’s «Empire in in Boris Mironov’s Sotsial’naia istoria Rossii» // Slavic Review. Vol. 60. No. 3. Fall 2001. P. 579—583.
  - Hock, Steven L. B. N. Mironov and his «Demographic Processes and Problems» // Slavic Review. Vol. 60. No. 3. Fall 2001. P. 584—590.
  - Mironov, Boris N. Response to Steven L. Hock’s «Mironov and his ‘Demographic Processes and Problems’» // Slavic Review. Vol. 60. No. 3. Fall 2001. P. 591—599.
- Обсуждение книги в альманахе «Одиссей»: История России: quo vadis // Одиссей. Человек в истории. / Гл. ред. А. Я. Гуревич. — М.: Наука, 2004. С. 378—421.
  - Супоницкая И. М. Социальная история России и проблемы модернизации: о книге Б. Н. Миронова // Одиссей. Человек в истории / Гл. ред. А. Я. Гуревич. — М.: Наука, 2004. С. 378—389.
  - Баткин Л. М. К спорам об исторических путях социального развития России: о монографии Б. Н. Миронова // Там же. С. 390—397.
  - Гуревич А. Я. Пророчество о прошлом // Там же. С. 398—402.
  - Парамонова М. Ю. Модернизация по-русски в категориях и метафорах // Там же. С. 403—407.
  - Каменский А. Б. Уроки, которые можно было бы извлечь // Там же. С. 408—421.
- Форум: Постсоветское и западное научное сообщество // Ab Imperio. 2008. № 3. С. 289—399.
  - Эклоф Б.  «Иным аршином»: «социальная история России периода империи (XVIII — начало XX в.) Бориса Миронова и восприятие этой работы в России // Ab Imperio. 2008. № 3. С. 289—318.
  - Суни Р. Политика социальной истории: „Социальная история имперской России“ Бориса Миронова // Там же. С. 319—323.
  - Беккер С. Комментарий на статью Бена Эклофа „Иным аршином“ // Там же. С. 324—327.
  - Каменский А. Б. Несколько соображений по поводу статьи Бена Эклофа // Там же. С. 328—340.
  - Пензин А. „Затерянный мир“, или о деколонизации российских общественных наук // Там же. С. 341—348.
  - Розенберг У. „Ярды и метры“ (некоторые комментарии) // Там же. С. 349—360.
  - Хаге М., фон. Размышления о статье Бена Эклофа „Иным аршином“ // Там же. С. 361—374.
  - Кусбер Я. Что значит „вернуть России её прошлое“? Несколько коротких замечаний о статье Бена Эклофа „Иным аршином“ с немецкой точки зрения // Там же. С. 375—382.
  - Блюм А. О каком доминировании идёт речь? Французский взгляд на русистику во Франции, России и США // Там же. С. 383—394.

## Перечень рецензий на монографию

### Рецензии в России
- Вахрушев В. С. Драма или трагедия? Размышления над книгой Б. Н. Миронова „Социальная история России“ // Российский исторический журнал. — Балашов: 2000. № 1. С. 47—57.
- Дроздова Н. П. [Материал о презентации книги на экономическом факультете СПбГУ:] Миронов Б. Н. Социальная история России периода империи (XVIII — начало XX в.): генезис личности, демократической семьи, гражданского общества и правового государства // Вестник Санкт-Петербургского университета. Серия 5. Экономика. 2000. Вып. 3. № 21. С. 169—174.
- Елисеева И. И. Обсуждение монографии Б. Н. Миронова „Социальная история России“ // Английская набережная. Ежегодник Санкт-Петербургское научное общество историков и архивистов. — СПб.: Лики России, 2000. С. 467—473.
- Карпачёв М. Д. Умом Россию понимая // Новый мир. 2000. № 6. С. 218—225.
- Аврус А. И., Голуб Ю. Г.  Новый рубеж отечественной исторической науки // Клио. Журнал для учёных. 2001. № 2 (14). С. 244—247.
- Ахиезер А. С. Специфика исторического опыта России: трудности и обобщения. Размышления над книгой // Pro et Contra. 2001. Т. 6. № 4. С. 209—221.
- Палат М. К. Размышления по поводу книги Б. Н. Миронова „Социальная история России периода империи“ // Россия и современный мир. 2001. № 4. (33). С. 144—159.
- Oстpoвcкий A. B. О модернизации России в книге Б. Н. Миронова Архивная копия от 20 июля 2019 на Wayback Machine // Вопросы истории. 2010. № 10. С. 119—140.
- Oстpoвcкий A. B. К итогам спора об уровне жизни в дореволюционной России // Вопросы истории. 2011. № 6. С. 129—144.
- Oстpoвcкий A. B. Существовал ли системный кризис в России начала XX века? (Критика концепции Б. Миронова) Архивная копия от 25 августа 2019 на Wayback Machine — Общественные науки и современность. 2014. № 2. С. 124—138.
- Oстpoвcкий A. B. Процветала ли Россия накануне Первой мировой войны? — В авторском сборнике «Россия. Самодержавие. Революция». Т. ІІ, М.: Товарищество научных изданий КМК. 2020. С. 573.
- Архипов И. Л. История в поисках человека (О новых тенденциях в изучении российской истории) // Звезда. 2002. № 3. С. 211—216.
- Побережников И. В. [Рец. на кн.] // Уральский исторический вестник. 2001. № 7. С. 406—410.
- Парамонов Б. Российская история — нормальный ход? // Радио Свобода, 24.05.2001
- Файбусович Э. Л.  Союз двух муз // Газета „География“. 2000. № 11. 1 марта. С. 14.
- Хорос В. Г. Оглянись, понимая. [Рец. на кн.] Миронов Б. Н. Социальная история России периода империи (XVIII — начало XX в.): генезис личности, демократической семьи, гражданского общества и правового государства. — СПб.: 1999. Т. 1, 2 // Новое литературное обозрение. 2000. № 45. С. 380—396.
- Романовский Н. В. О социологизме исследования истории России // Социологические исследования. 2000. № 4. С. 143—148.
- Сколько Россий в современной России // Российский Кто есть Кто. 2000. № 2 (17).
- Согрин В. В. Клиотерапия и историческая реальность: тест на совместимость. (Размышление над монографией Б. Н. Миронова „Социальная история периода империи“) // Общественные науки и современность. 2002. № 1. С. 144—160.
- Цимбаев Н. И. [Письмо в редакцию] // Отечественная история. 2002. № 2. С. 201—202.
- Дэвид Мэйси (David A. J. Macey), Грегори Фриз (Gregory Freeze), Питер Гейтрелл (Peter Gatrell). Социальная история как метаистория // Миронов Б. Н. Социальная история России периода империи (XVIII — начало XX в.). Генезис личности, демократической семьи, гражданского общества и правового государства. В 2 тт. Изд. 3-е, доп. — СПб.: Дмитрий Буланин. 2003. Т. 1. С. II—XIV.

### Рецензии за рубежом
- Хэфнер, Лютц. [Рец. на кн.] // Ab Imperio. 2000. №.3-4. С. 424—432. (англ.)
- Рибер, Альфред. [Рец. на кн.] // Ab Imperio. 2000. №.3-4. С. 433—437. (англ.)
- Alexander, John T. [Review] // History: Reviews of New Books. 2000. Vol. 28. No. 2. Winter. (англ.)
- Saul, Norman E. [Review] // History: Reviews of New Books. 2000. Vol. 28. No. 23. Spring. (англ.)
- Булдаков В. П. Социальная история России: лечение новыми иллюзиями? // Український гуманитарний огляд. Випуск 4. — Киів: 2000.  (укр.)
- Haefner, Lutz. Social’naja istorija Rossii perioda Imperii // Jahrbucher fur Osteuropaeische Geschichte. 2001. No.1. S. 99—104.
- Ingold, Felix Philipp. Klio, steh mir bei. Boris Mironows Neuinszenierung der russischen Geschichte // Frankfurter Allgemeine Zeitung. 10. 2001. No. 8.
- Okenfus M. J. A Social History of the Russian Empire and of Imperial Russia // Jahrbucher fur Osteuropaeische Geschichte. 2001. No.1. S. 96—99.
- Wirtschafter, Elise Kimerling. [Review] // Kritika: Exploration in Russian and Eurasian History. Vol. 2. No. 2. Winter 2001. P. 1—7. (англ.)
- Zelnik, Reginald. [Review] // The American Historical Review. December 2001. P. 1903—1904. (англ.)
- McReynolds. [Review] // The Historian[англ.]. 2002. Vol. 64. No. 2. (англ.)
- Zhang Guangxiang. [Review] B. N. Mironov’s „Russian Social History“ and the Debate around His Book // Historiography Quarterly. 2002. No. 4. P. 123—130. (КНР). (англ.)

## Ответы автора оппонентам
- Миронов Б. Н. К истине ведёт много путей // Отечественная история. 2001. № 2. С. 106—116.
- Миронов Б. Н. Дискуссия вокруг „Социальной истории периода империи“ // Миронов Б. Н. Социальная история России периода империи (XVIII — начало XX в.). Генезис личности, демократической семьи, гражданского общества и правового государства». В 2 тт. — СПб.: Дмитрий Буланин. 2003. Т. 1. С. XV—XL.